# Зенин, Александр Иванович
Алекса́ндр Ива́нович Зе́нин (17 августа 1921 года — 16 апреля 1999 года) — советский военный лётчик, участник Великой Отечественной войны. Герой Российской Федерации (28.02.1994). Полковник.

## Биография
Родился 17 августа 1921 года в селе Дединово (ныне Луховицкий район Московской области. Русский. Окончил среднюю школу в Москве и Московский аэроклуб.
В июне 1940 года был призван в РККА Кировским райвоенкоматом Москвы. Направлен в Олсуфьевскую военную авиационную школу летчиков (Брянская область), впоследствии переведен в Балашовскую военную авиационную школу пилотов, окончил её в 1941 году.
С началом Великой Отечественной войны на фронт не попал, в составе 34-го запасного авиационного полка в Ижевске занимался переучиванием на Ил-2.
Только в мае 1943 года Александр Зенин направлен в действующую армию. В составе 704-го штурмового авиационного полка воевал на Западном, Калининском и 2-м Украинском фронтах.
В сентябре 1943 года за массовый героизм личного состава полку было вручено гвардейское знамя и он был переименован в 131-й гвардейский штурмовой полк. Сам командир звена 131-го гвардейского Будапештского ордена Суворова штурмового авиационного полка 7-й гвардейской Дебреценской Краснознаменной штурмовой авиационной дивизии 3-го гвардейского Смоленско-Будапештского Краснознаменного штурмового авиационного корпуса 5-й воздушной армии 2-го Украинского фронта гвардии старший лейтенант Александр Зенин в боях проявлял личное мужество и воинское мастерство. В воздушном бою 31 мая 1944 года закрыл своим штурмовиком поврежденный самолет командира полка от огня вражеского истребителя, спас командира от верной гибели.
За два года на войне совершил 156 боевых вылетов на штурмовку войск противника, уничтожил 12 танков, 37 автомашин, 7 орудий и 5 железнодорожных эшелонов врага. На речных и озерных коммуникациях потопил 4 баржи и 3 катера противника. В воздушных боях сбил 2 самолета врага лично. Уничтожено и рассеяно до 800 солдат и офицеров противника. Трижды был ранен в боях, но каждый раз возвращался в строй.
Командованием полка представлялся к присвоению звания «Герой Советского Союза», но представление не было реализовано.
После окончания войны продолжил службу в ВВС СССР. В 1952 году окончил Военно-воздушную академию. Много лет трудился на преподавательской работе в Военно-Воздушной академии и на военной кафедре Московского авиационного технологического института.

Мемориальная доска в память о А. И. Зенине в Москве

В декабре 1972 года уволен в запас в звании полковника. Долгое время работал военруком в одной из московских школ.
Указом Президента Российской Федерации № 400 от 28 февраля 1994 года за мужество и героизм, проявленные в борьбе с немецко-фашистскими захватчиками в Великой Отечественной войне 1941—1945 годов полковнику авиации в отставке Зенину Александру Ивановичу присвоено звание Героя Российской Федерации.
Умер 16 апреля 1999 года. Похоронен на Востряковском кладбище Москвы.

## Награды
- Герой Российской Федерации (Указ Президента Российской Федерации № 400 от 28 февраля 1994 года, медаль «Золотая Звезда» № 68) — за мужество и героизм, проявленные в борьбе с немецко-фашистскими захватчиками в Великой Отечественной войне 1941—1945 годов[2]
- Два ордена Красного Знамени (22.02.1945, 30.04.1945)
- Орден Александра Невского (1.06.1945)
- Два ордена Отечественной войны I (11.03.1985) и II (17.09.1945) степеней
- Три ордена Красной Звезды (16.08.1944, 20.04.1945, 30.12.1956)
- Ряд медалей

## Память
На доме, в котором проживал герой (улица Арбат, 23с1), установлена мемориальная доска.